# ويلهلم وولف
ويلهلم وولف (بالألمانية: Wilhelm Friedrich Wolff)‏ هو صحفي ومدرس ‏ وثوري وسياسي ألماني، ولد في 21 يونيو 1809 في تارنوف في بولندا، وتوفي في 9 مايو 1864 في مانشستر في المملكة المتحدة. انتخب عضو برلمان فرانكفورت.